# 자담치킨
자담치킨(Jadam Chicken)은 대한민국의 프랜차이즈 기업인 웰빙푸드가 운영하는 치킨 전문 외식 브랜드이다. '자담'이라는 이름은 '자연을 담은'의 줄임말이다.

## 역사
친환경 웰빙 치킨을 표방하며 2011년에 시작되었다. 한국산 무항생제 닭고기만을 사용하면서 건강한 이미지를 강조했다. 2017년에는 대한민국 최초로 농림축산식품부로부터 동물복지 인증을 받은 닭을 후라이드 치킨 등의 메뉴에 사용하기 시작했다. 2019년에는 후라이드 등 주요 메뉴에 동물복지 원료육을 확대 적용했다.

## 매장
서울 신촌에 본점이 있고 전국에 650여 곳의 가맹점 (체인점)을 운영하고 있다.

## 메뉴
동물복지 닭을 쓴 후라이드 치킨, 무항생제 치킨, 다리살을 사용한 순살 치킨 등을 비롯한 40여 가지 음식을 제공한다.

### 기타
치킨에 따라오는 치킨무를 빙초산, 사카린 등을 쓰지 않고 수제 스타일로 만든 제품을 제공한다고 광고하고 있으며, 닭고기 염지용 소금으로 히말라야 소금을 쓴다고 한다.

## 방송 광고
2019년 11월부터 배우 조정석을 모델로 하여 텔레비전과 라디오 광고를 시리즈로 내보내고 있다, 2023년 11월부터 가수 권은비을 모델로 하여 텔레비전과 라디오 광고를 시리즈로 내보내고 있다. 2024년 배우 조정석을 모델로 복귀되었다.

## 드라마 협찬
- 개과천선 (MBC, 2014)
- 청담동 스캔들 (SBS, 2014)
- 이브의 사랑 (MBC, 2015)
- 위대한 조강지처 (MBC, 2015)
- 내 사위의 여자 (SBS, 2016)
- 이름 없는 여자 (KBS, 2017)
- 인형의 집 (KBS, 2018)

## 수상 및 후보
- 2016년 대한민국 베스트 브랜드 대상(KBBA) 프랜차이즈 치킨 부문 대상 수상
- 2017년 대한민국 고객만족 브랜드(KCSB) 친환경브랜드(치킨 프랜차이즈) 부문 수상
- 2017년 여성소비자가 뽑은 프리미엄 브랜드 대상 친환경브랜드(치킨 프랜차이즈) 부문 수상
- 2019년 대한민국 올해의 히트상품 대상 치킨 프랜차이즈 부문 수상
- 2019년 중소벤처기업부/소상공인시장진흥공단 주관 우수 프랜차이즈 선정
- 2020년 한국소비자평가 최고의 브랜드 대상 치킨프랜차이즈 부문 1위
- 2020년 대한민국경영대상 고객가치경영대상 수상